# Rhadinella pilonaorum
Rhadinella pilonaorum es una especie de serpiente que pertenece a la familia Dipsadidae. Es nativo de Guatemala, y El Salvador.